# Cocos (Bahia)
Cocos és un municipi brasiler de l'estat de Bahia, la ciutat s'localitza a una latitud 14° 11' 02" sud i a longitud 44° 32' 02" oest, ficant a 559 metres del nivell del mar i a 878 quilòmetres de la capital baiana. Seva població s'estima en 18.807 habitants, d'acord amb el cens 2020 del IBGE. El municipi possueix una superfície de 10.140,572 km².
El municipi fa frontera amb dos estats Goiás i Minas Gerais, fent la triunció de les Regions Nord-est, Centre-Oest i Sudest.

## Història
Antigament, la localitat era habitat per l'ètnia indígena Kayapó, la descoberta del territori va fer pels bandeirants en la recerca de les mines d'or en la regió en 1711. El bandeirant Manuel Nunes Viana va establir seva operació próxim del Riu Carinhana, tent més connexió entre les capitanies de Bahia i Minas Gerais. Temps després, els aventurers d'altres regions del Brasil es van establir en un lloc proper al riu Itaguari, anomenant el poblat de Cocos. Dos segles després del descobriment de la regió, en 1931 s'converteix en districte de la ciutat de Carinhana, tenint seu desenvolupament baseat en la agricultura i ramaderia. El districte s'transforma en ciutat en 14 d'agost de 1958, quan una llei estatal nº 1.025 permetent l'emancipació del llavors districte, desmenbrant de Carinhana, tenint les seves primeres eleccions municipals l'any següent.

### Toponímia
El nóm del municipi s'origina a través d'una senyora vella que vivia a la vora del riu Itaguari que venia cocos als comerciants del districte que també s'allotjaven a casa de la senyora, amb això, el lloc es va començar a s'llamar Cocos, el nom també es deu a la ubicació gran quantitat de coco-babassu existent a la regió.

## Demografia
D'acord amb el cens del IBGE del 2020, el municipi obté 18.807 persones, sent el 185º municipi més poblat de l'estat i cuart de la microrregió de Santa Maria da Vitória. En el cens de 2010, la ciutat obteneix 40.309 habitants, tent una petita disminució.
En el mesm cens, el municipi té 8.552 persones morant en la zona urbana i 9.581 en la zona rural. Enquant sobre la població religiosa, la majoria del municipi segueix el catolicisme romà, sent compost per 79.88%, seguint per evangélics (16,19), sin religió (2,89), i otres (0,78).